# 1967 a légi közlekedésben
Ez a lista az 1967-es év légi közlekedéssel kapcsolatos eseményeit tartalmazza.

## Események

### április
- 1967. április 20., Nicosia közelében, Lakatamia településnél. A Globe Air légitársaság Bristol Britannia 313-as típusú utasszállító repülőgépe a rossz időjárási viszonyok miatt hegyoldalnak csapódott. A gépen 120 utas és 10 fő személyzet volt. Közülük összesen 4 fő élte túl a tragédiát.[1][2]